# Christine Schneider
Christine Schneider (nascida em 5 de junho de 1972) é uma carpinteira alemã e política da União Democrata-Cristã (CDU) que é membro do Parlamento Europeu desde 2019.

## Carreira política
Schneider é membro do Parlamento Europeu desde as eleições europeias de 2019. Desde então, ela tem servido na Comissão do Meio Ambiente, da Saúde Pública e da Segurança Alimentar e na Comissão dos Direitos da Mulher e da Igualdade de Género. Além das suas atribuições na comissão, faz parte da delegação do Parlamento para as relações com a África do Sul.